# Аеродром Капоета
Аеродром Капоета (: ) је ваздухопловно пристаниште код града Капоета у вилајету Источна Екваторија у Јужном Судану. смештен је на 677 метара надморске висине и има полетно-слетну стазу дужине 1.058 метара.